# Idenau
Idenau est une commune du Cameroun située dans la région du Sud-Ouest et le département du Fako. Elle est le chef-lieu de l'arrondissement de West Coast.

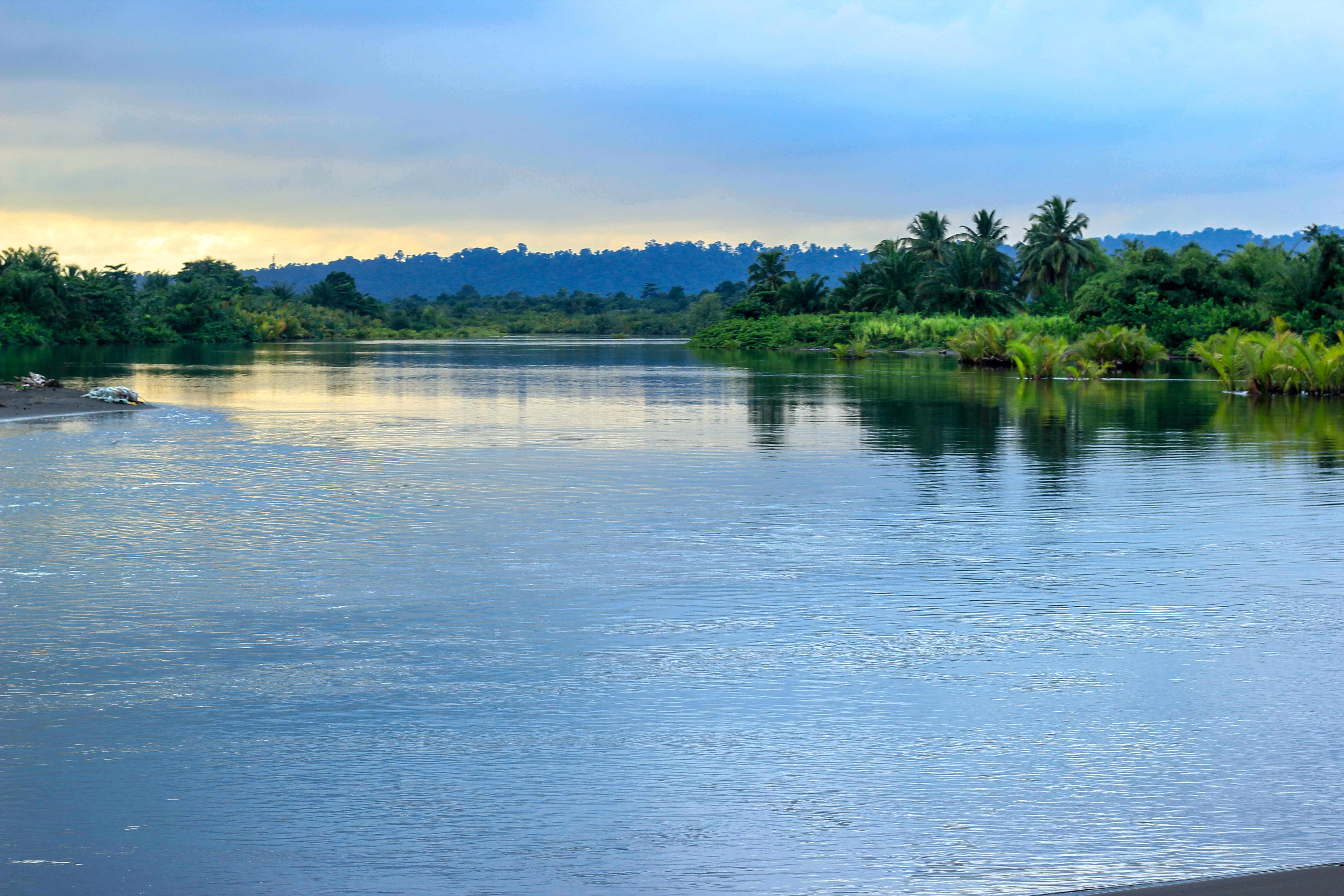
Vue du paysage

## Géographie
La localité côtière est située sur le rivage du golfe de Guinée, sur la route nationale 3 à 44 km à l'ouest du chef-lieu départemental Limbé. Le pont allemand German Bridge, permet de franchir la rivière Bibundi et desservir les quartiers ouest.
| Bamusso         | Mbonge          |      |
| Golfe de Guinée | Idenau          | Buéa |
|                 | Golfe de Guinée | Buéa |

## Population
Lors du recensement de 2005, Idenau comptait 5 872 habitants.

## Quartiers
La ville de Idenau Town est constituée de deux quartiers, Idenau et le Camp Bibundi.

## Cultes
Plusieurs lieux de culte sont présents dans la localité tels les églises et des temples : Église presbytérienne camerounaise, salle du royaume des témoins de Jéhovah, la mission plein évangile.

## Économie
Les activités économiques sont représentées par les plantations de palmier à huile de la CDC Cameroon Development Corporation. La commune compte quatre ports de pêche : Debundscha Beach, Isobe, Bibunde et Enyenge.

## Forces armées
La ville abrite une base du Bataillon d'intervention rapide de l'armée camerounaise.